# Quiabaya
Quiabaya ist eine Ortschaft im Departamento La Paz im südamerikanischen Anden-Staat Bolivien.

## Lage im Nahraum
Quiabaya ist zentraler Ort im Municipio Quiabaya in der Provinz Larecaja. Die Ortschaft liegt auf einer Höhe von 3710 m in einem Taleinschnitt zehn Kilometer oberhalb des Río Mapiri, der zum Río Beni hin fließt.

## Geographie
Quiabaya liegt östlich des Altiplano in der bolivianischen "Königskordillere" (Cordillera Real), die wiederum Teil der Cordillera Central ist. Das Klima der Region ist ein typisches Tageszeitenklima, bei dem die Temperaturschwankungen im Tagesverlauf deutlicher ausfallen als im Jahresverlauf.
Die Jahresdurchschnittstemperatur der Region liegt bei knapp 14 °C (siehe Klimadiagramm Mocomoco), die Monatsdurchschnittstemperaturen schwanken nur unwesentlich zwischen 11 °C im Juni/Juli und 15 °C von Oktober bis März. Der Jahresniederschlag beträgt etwa 750 mm, die Monatsniederschläge liegen zwischen unter 20 mm von Juli bis August und bei 100–150 mm von Dezember bis März.

## Verkehr
Quiabaya liegt in einer Entfernung von etwa 165 Straßenkilometern nordwestlich von La Paz, der Hauptstadt des gleichnamigen Departamentos.
Von La Paz führt die asphaltierte Nationalstraße Ruta 2 in nordwestlicher Richtung siebzig Kilometer bis Huarina, von dort zweigt in nördlicher Richtung die Ruta 16 ab, die nach 23 Kilometern Achacachi erreicht. Kurz hinter Achacachi zweigt nach Nordosten hin eine Landstraße ab, die über Warisata nach etwa vierzig Kilometern die Stadt Sorata erreicht. Von dort führt die Straße weiter über Quiabaya nach Mapiri in den Yungas am Ostrand der Gebirgskette der Cordillera Central.

## Bevölkerung
Die Einwohnerzahl der Ortschaft ist in den vergangenen beiden Jahrzehnten auf mehr als das Doppelte angestiegen:
| Jahr | Einwohner | Quelle       |
| ---- | --------- | ------------ |
| 1992 | 142       | Volkszählung |
| 2001 | 357       | Volkszählung |
| 2012 | 378       | Volkszählung |
| 2024 |           | Volkszählung |

Die Region weist einen hohen Anteil an Aymara-Bevölkerung auf, im Municipio Quiabaya sprechen 94,6 Prozent der Bevölkerung Aymara.